# Shirak
Pour les articles homonymes, voir Shirak (Shirak). Cet article possède un homophone, voir Chirac.
Le Shirak ou Chirak (en arménien Շիրակ) est un marz de l'Arménie situé au nord-ouest du pays, dont la capitale est Gyumri. Il est bordé à l'ouest par la Turquie, au nord par la Géorgie, à l'est par le marz de Lorri, et au sud par celui d'Aragatsotn.
D'une superficie de 2 681 km2, il compte 281 000 habitants en 2008.

## Géographie

### Situation
|         | Géorgie           |                   |
| Turquie | marz de Shirak    | Marz de Lorri     |
|         | Marz d'Aragatsotn | Marz d'Aragatsotn |

### Géographie physique
Le territoire du marz est situé au nord-ouest du pays, entre 1 500 et 2 000 m d'altitude. La température peut y descendre jusque −46 °C en hiver, ce qui en fait la région la plus froide de l'Arménie.

### Géographie humaine
Outre Gyumri, la région compte deux autres villes (« communautés urbaines ») : Artik et Maralik. Elle comprend également 116 « communautés rurales ».
| Akhuryan | Amasia | Ani | Artik | Ashotsk |
| 1. Akhurik 2. Akhuryan 3. Arapi 4. Arevik 5. Aygebats 6. Azatan 7. Basen 8. Bayandur 9. Beniamin 10. Erazgavors 11. Getk 12. Gharibjanyan 13. Gyumri 14. Hatsik 15. Haykavan 16. Hovit 17. Hovuni 18. Jajur 19. Jajuravan 20. Jrarat 21. Kamo 22. Kaps 23. Karmrakar 24. Karnut 25. Keti 26. Krashen 27. Lernut 28. Marmashen 29. Mayisyan 30. Mets Sariar 31. Pokrashen 32. Shirak 33. Vahramaberd 34. Voskehask | 1. Aghvorik 2. Alvar 3. Amasia 4. Ardenis 5. Aregnadem 6. Bandivan 7. Berdashen 8. Byurakn 9. Garnarich 10. Gtashen 11. Hoghmik 12. Hovtun 13. Jradzor 14. Meghrashat 15. Shaghik 16. Tsaghkut 17. Voghji 18. Zarishat 19. Zorakert | 1. Aghin 2. Aniavan 3. Anipemza 4. Dzithankov 5. Dzorakap 6. Gusanagyugh 7. Haykadzor 8. Isahakyan 9. Jrapi 10. Karaberd 11. Lanjik 12. Lusaghbyur 13. Maralik 14. Norshen 15. Sarakap 16. Sarnaghbyur 17. Shirakavan | 1. Anushavan 2. Arevshat 3. Artik 4. Geghanist 5. Getap 6. Harich 7. Haykasar 8. Hayrenyats 9. Horom 10. Hovtashen 11. Lernakert 12. Lusakert 13. Meghrashen 14. Metz Mantach 15. Nahapetavan 16. Nor Kyank 17. Panik 18. Pemzashen 19. Pokr Mantash 20. Saralanj 21. Saratak 22. Spandaryan 23. Tufashen 24. Vardakar | 1. Arpeni 2. Ashotsk 3. Bashgyugh 4. Bavra 5. Dzorashen 6. Ghazanchi 7. Goghovit 8. Hartashen 9. Kakavasar 10. Karmravan 11. Krasar 12. Lernagyugh 13. Mets Sepasar 14. Musayelyan 15. Pokr Sariar 16. Pokr Sepasar 17. Salut 18. Saragyugh 19. Sarapat 20. Sizavet 21. Tavshut 22. Torosgyugh 23. Tsoghamarg 24. Vardaghbyur 25. Zuygaghbyur |

## Histoire

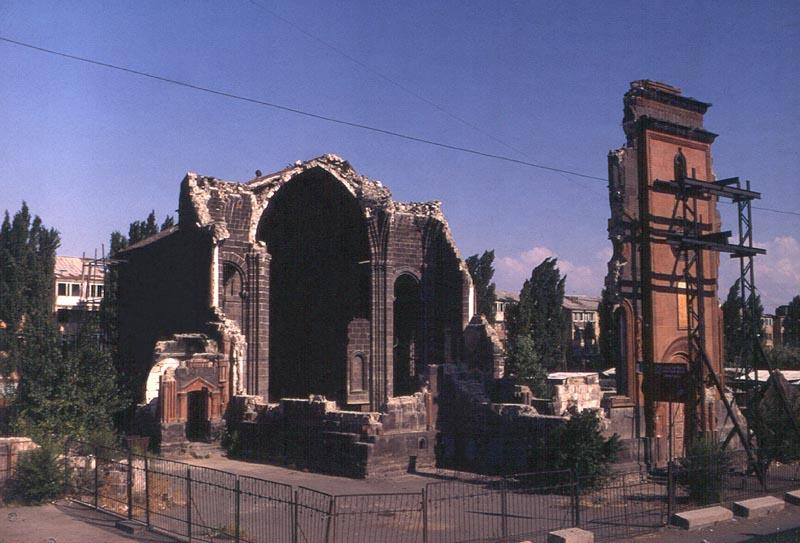
Gyumri a été détruite à près de 60 % après le tremblement de terre de 1988.

Comme les autres marzer arméniens, le marz de Shirak a été créé par la Constitution arménienne adoptée le 5 juillet 1995, mise en œuvre sur ce point par la loi relative à la division territoriale administrative de la République d'Arménie du 4 décembre 1995 et par le décret relatif à l'administration publique dans les marzer de la République d'Arménie du 2 mai 1997. Le marz de Shirak a ainsi été constitué par la fusion de cinq raions soviétiques : Aghin, Akhuryan, Amasia, Artik et Ghukasyan.
Le 7 décembre 1988, la région est touchée par un tremblement de terre très dévastateur.
Son histoire antérieure relève de celle de la province d'Ayrarat, une des quinze provinces de l'Arménie historique : le Shirak actuel correspond en effet à la partie orientale du canton du même nom de l'Ayrarat.

## Démographie
Le tableau suivant présente l'évolution du nombre de la population du Shirak depuis l'indépendance du pays (en 1991).
|                    | 1991    | 1993    | 1995    | 1997    | 1999    | 2001    | 2002    | 2003    | 2004    | 2005    | 2006    | 2007    |
| ------------------ | ------- | ------- | ------- | ------- | ------- | ------- | ------- | ------- | ------- | ------- | ------- | ------- |
| Population         | 335 200 | 320 500 | 287 800 | 284 500 | 283 100 | 283 200 | 283 300 | 282 500 | 282 200 | 281 700 | 281 400 | 281 300 |
| Population urbaine | 235 000 | 219 900 | 186 600 | 182 000 | 178 700 | 175 900 | 174 100 | 173 100 | 172 700 | 172 000 | 171 400 | 170 900 |
| Source : ArmStat   |         |         |         |         |         |         |         |         |         |         |         |         |

## Tourisme
La région de Shirak possède de beaux monuments. On peut citer les monastères de Marmashen, de Haritchavank et de Lmpat. Ils datent du Moyen Âge. Marmashen est composé de deux églises et de trois autres en ruines, construites entre le Xe et le XIIIe siècle. Lmpat est plus ancien, il a été construit du VIe au Xe siècle. Quant à Haritchavank, ses bâtiments ont été érigés du VIIe au XIIIe siècle.

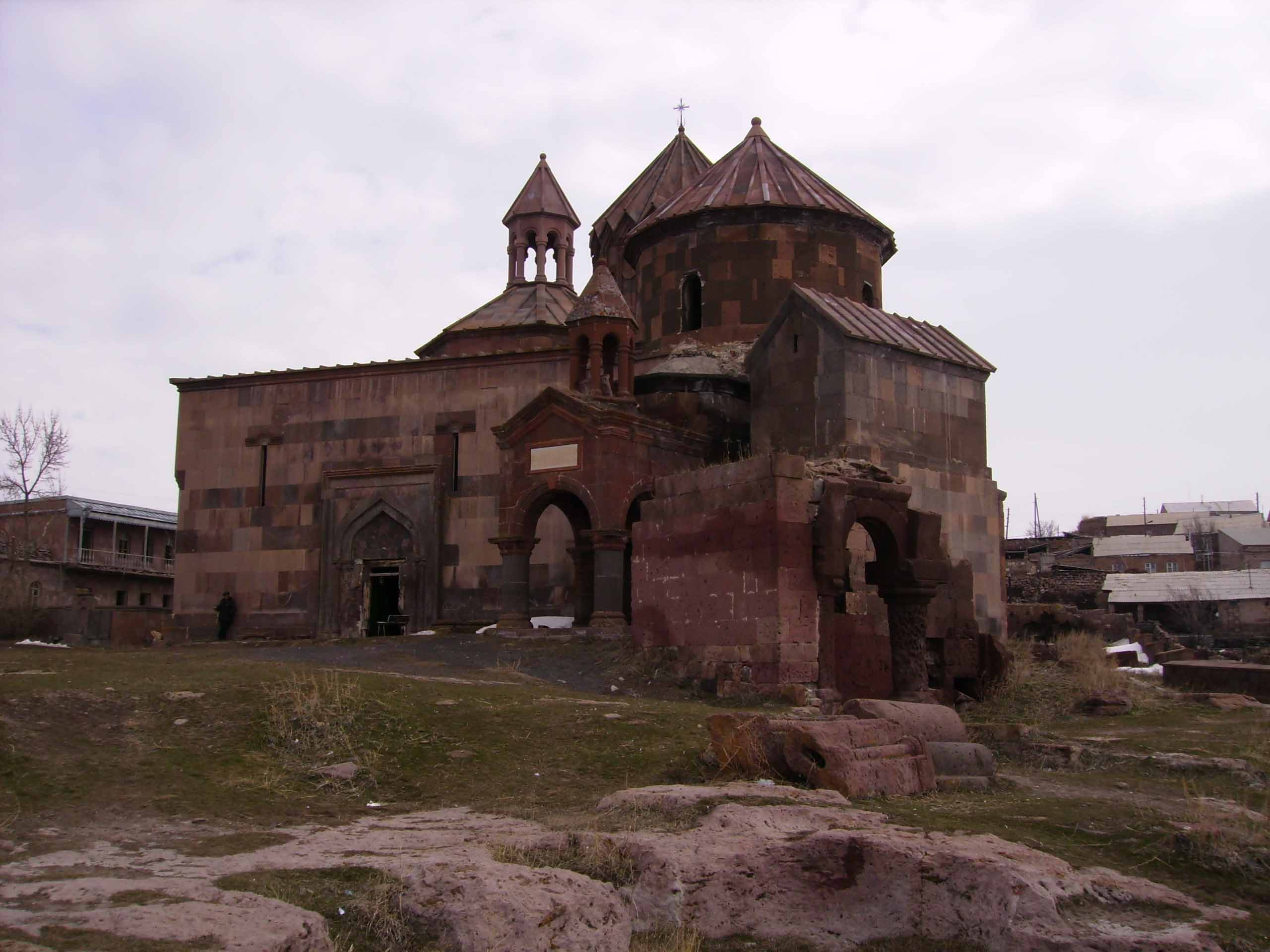
Haritchavank.
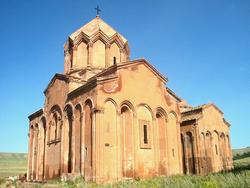
Marmashen.
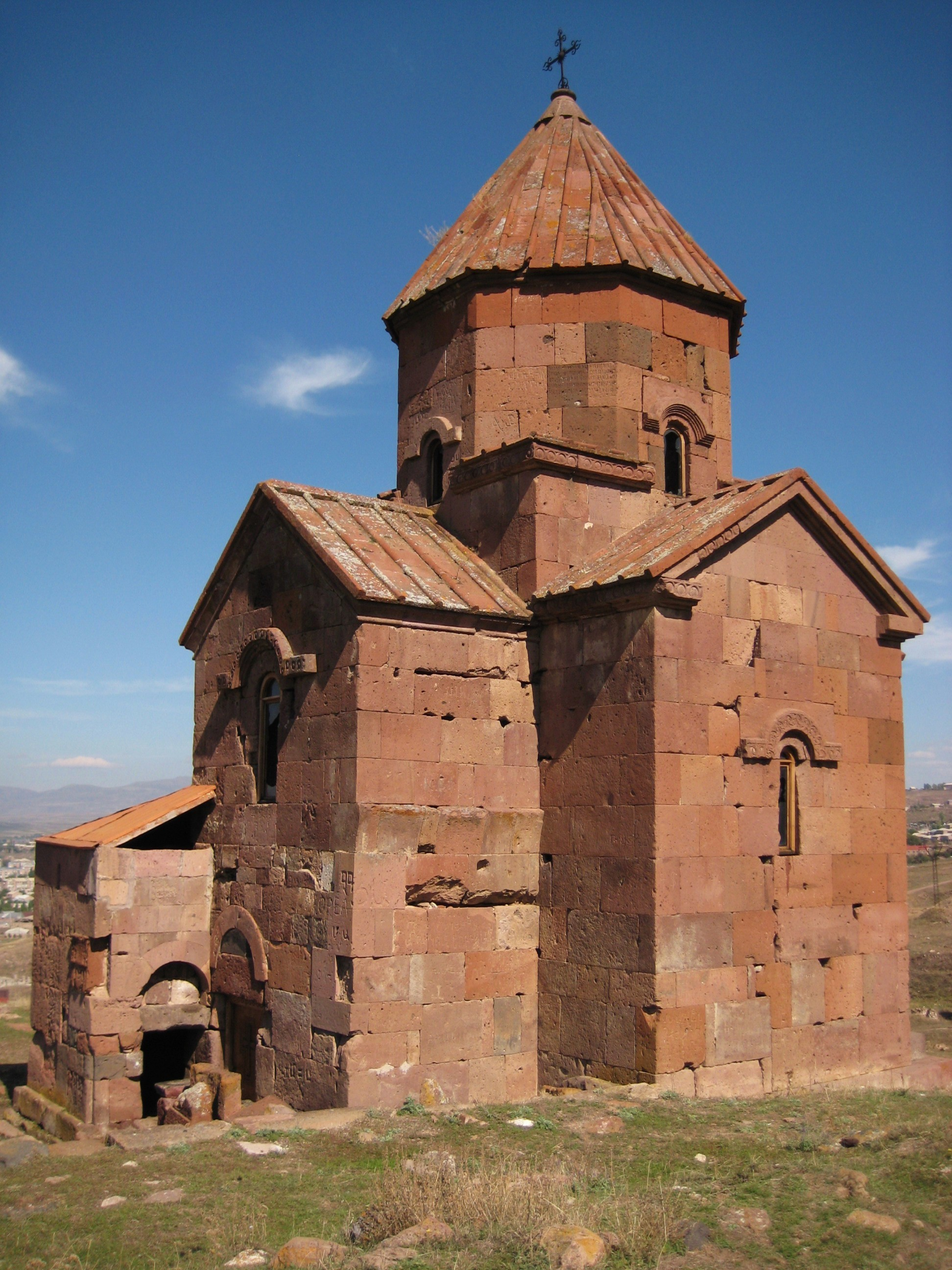
Lmpat.

Le marz inclut également plusieurs sites naturels, comme le parc national du lac Arpi.